# カラッファ・ディ・カタンザーロ
カラッファ・ディ・カタンザーロ（イタリア語: Caraffa di Catanzaro）は、イタリア共和国カラブリア州カタンザーロ県にある、人口約1,800人の基礎自治体（コムーネ）。

## 地理

### 位置・広がり

#### 隣接コムーネ
隣接するコムーネは以下の通り。
- カタンザーロ
- コルターレ
- マイダ
- マルチェッリナーラ
- サン・フローロ
- セッティンジャーノ